# Michael Cowpland
Michael Cowpland, född 23 april 1943, är en kanadensisk entreprenör och affärsman som grundade IT-företaget Corel Corporation 1985. Han lämnade Corel i augusti 2000.